# Campeonato Catarinense de Futebol de 2009 - Divisão Especial
A Segundona do Catarinense teve seu nome alterado para Divisão Especial (Nome dado à antiga Divisão Intermediária), mas sem modificações no formato, exceto pela diminuição no número de participantes, de 12 para 10. A competição contou com a participação de dez equipes neste ano, e começou em junho.

## Equipes Participantes
| Equipe        | Município      | Em 2008     | Estádio          |
| ------------- | -------------- | ----------- | ---------------- |
| Camboriú¹     | Camboriú       | 7º          | Roberto Garcia   |
| Concórdia     | Concórdia      | 3º          | Domingos Machado |
| Hercílio Luz  | Tubarão        | 8º          | Aníbal Costa     |
| CFZ Imbituba² | Imbituba       | 6º          | Emília Rodrigues |
| Porto         | Porto União    | 1º (acesso) | Antiocho Pereira |
| Joaçaba       | Joaçaba        | 4º          | Da Nova          |
| Juventus      | Jaraguá do Sul | 2º          | João Marcatto    |
| Navegantes    | Navegantes     | 5º          | Estiva           |
| Próspera      | Criciúma       | 9º          | Mário Balsini    |
| Videira       | Videira        | 2º (acesso) | Luiz Leoni       |

¹A Camboriuense teve seu nome alterado para Camboriú Futebol Clube. 

²O Imbituba fez parceria com o técnico Zico e criou o CFZ Imbituba.

## Regulamento

### Fórmula de Disputa
O campeonato foi dividido em quatro fases distintas:
- Turno: As 10 equipes jogaram entre si todas contra todas apenas as partidas de ida. O clube que apresentou a maior pontuação ao final de 9 rodadas foi declarado Campeão do Turno e se classificou ao Quadrangular.
- Returno: Idêntico ao Turno, mas com os jogos de volta.
- Quadrangular: Juntaram-se aos campeões dos turnos as duas equipes com as maiores pontuações na soma das duas fases anteriores. Se o campeão do Turno foi o mesmo do Returno, o clube com a terceira maior pontuação ganha a classificação. Nessa fase os quatro classificados jogaram todos contra todos, no sistema de pontos corridos. As duas equipes que mais pontuaram nessa fase foram classificadas para a Final do Campeonato.
- Final: Nesta fase os dois clubes jogaram partidas de ida e volta e aquele que apresentou mais pontos na fase final, independente do saldo de gols, foi declarado Campeão Catarinense da Divisão Especial de 2009, se houve empate de pontos, o segundo jogo teve uma prorrogação de 30 minutos com o placar zerado e se esta não resolveu, o mandante do segundo jogo (aquele que apresentou maior pontuação nas 3 fases anteriores) foi considerado vencedor.

Observação: Ao início de cada fase, a pontuação de todas as equipes é zerada, a exceção se dá no Quadrangular, visto que os vencedores de cada turno iniciam esse período com um ponto (se o campeão do turno foi o mesmo do returno, este inicia com 2 pontos).

### Classificação Final
A Classificação foi definida conforme as fases. O Campeão foi o vencedor da Final e o Vice-Campeão o perdedor da mesma. O terceiro e o quarto colocado foram, respectivamente, o terceiro e o quarto colocado do Quadrangular. As colocações seguintes foram definidas de acordo com a pontuação nas duas fases iniciais.
O campeão e o vice conquistaram o acesso à Divisão Principal do Campeonato Catarinense de 2010 e classificação para a Copa Santa Catarina de 2010. O último último colocado foi rebaixado para a Divisão de Acesso do 2010.

### Critérios de Desempate
- Maior número de vitórias;
- Maior saldo de gols;
- Maior número de gols pró;
- Confronto direto, somente no caso de empate entre duas equipes;
- Menor número de cartões vermelhos recebidos;
- Menor número de cartões amarelos recebidos;
- Sorteio.

## Tabela de jogos
Atualizada até a sexta rodada do primeiro turno.

## Primeira Fase

### Classificação do Turno
| 1 | Juventus     | 22 | 9 | 7 | 1 | 1 | 15 | 6  | +9  | 81,5 |
| 2 | CFZ Imbituba | 19 | 9 | 6 | 1 | 2 | 20 | 9  | +11 | 70,4 |
| 3 | Porto        | 18 | 9 | 6 | 0 | 3 | 12 | 10 | +2  | 66,7 |
| 4 | Concórdia    | 15 | 9 | 5 | 0 | 4 | 14 | 11 | +3  | 55,6 |
| 5 | Hercílio Luz | 13 | 9 | 4 | 1 | 4 | 16 | 14 | +2  | 48,1 |
| 6 | Camboriú     | 13 | 9 | 4 | 1 | 4 | 16 | 14 | 2   | 48,1 |
| 7 | Videira      | 11 | 9 | 3 | 2 | 4 | 15 | 14 | 1   | 40,7 |
| 8 | Próspera     | 10 | 9 | 3 | 1 | 5 | 10 | 16 | -6  | 37,0 |
| 9 | Joaçaba      | 7  | 9 | 2 | 1 | 6 | 12 | 15 | -3  | 25,9 |
| 10 | Navegantes   | 3  | 9 | 1 | 0 | 8 | 6  | 27 | -21 | 11,1 |
| PG - pontos ganhos; J - jogos; V - vitórias; E - empates; D - derrotas; GP - gols pró; GC - gols contra; SG - saldo de gols; AP - aproveitamento em porcentagem |              |    |   |   |   |   |    |    |     |      |

|  |                                                            |
|  | Classificação ao quadrangular, com 1 ponto de bonificação. |

### Classificação do Returno
| 1 | CFZ Imbituba | 18 | 9 | 5 | 3 | 1 | 20 | 3  | +17 | 66,67 |
| 2 | Joaçaba      | 17 | 9 | 5 | 2 | 2 | 17 | 7  | +10 | 62,96 |
| 3 | Hercílio Luz | 15 | 9 | 4 | 3 | 2 | 13 | 10 | +3  | 55,56 |
| 4 | Concórdia    | 13 | 9 | 4 | 1 | 4 | 16 | 12 | +4  | 48,15 |
| 5 | Porto        | 13 | 9 | 3 | 4 | 2 | 15 | 14 | +1  | 48,15 |
| 6 | Juventus     | 12 | 9 | 3 | 3 | 3 | 17 | 12 | +5  | 44,44 |
| 7 | Camboriú     | 12 | 9 | 3 | 3 | 3 | 13 | 14 | -1  | 44,44 |
| 8 | Videira      | 11 | 9 | 3 | 2 | 4 | 8  | 10 | -2  | 40,74 |
| 9 | Próspera     | 9  | 9 | 3 | 0 | 6 | 11 | 26 | -15 | 33,33 |
| 10 | Navegantes   | 4  | 9 | 1 | 1 | 7 | 5  | 27 | -22 | 14,81 |
| PG - pontos ganhos; J - jogos; V - vitórias; E - empates; D - derrotas; GP - gols pró; GC - gols contra; SG - saldo de gols; AP - aproveitamento em porcentagem |              |    |   |   |   |   |    |    |     |       |

|  |                                                            |
|  | Classificação ao quadrangular, com 1 ponto de bonificação. |

### Confrontos da primeira fase
|              | CAM | CON | HER | CFZ | POR | JOA | JUV | NAV | PRO | VID |
| ------------ | --- | --- | --- | --- | --- | --- | --- | --- | --- | --- |
| Camboriú     | —   | 2x1 | 3x2 | 1x0 | 2x0 | 3x1 | 0x0 | 2x3 | 1x2 | 1x0 |
| Concórdia    | 3x1 | —   | 0x2 | 0x0 | 2x1 | 1x0 | 3x2 | 3x0 | 4x0 | 1x0 |
| Hercílio Luz | 1x1 | 2x0 | —   | 1x1 | 1x1 | 2x1 | 0x1 | 3x1 | 1x2 | 2x0 |
| CFZ Imbituba | 3x1 | 3x2 | 1x1 | —   | 4x0 | 2x0 | 2x1 | 4x0 | 7x0 | 1x0 |
| Porto        | 2x2 | 2x1 | 1x0 | 2x0 | —   | 1x1 | 0x1 | 4x1 | 3x1 | 1x0 |
| Joaçaba      | 2x1 | 1x0 | 3x4 | 0x1 | 1x2 | —   | 1x2 | 6x0 | 3x0 | 2x0 |
| Juventus     | 2x2 | 2x0 | 3x1 | 3x1 | 2x2 | 1x1 | —   | 4x0 | 1x0 | 2x1 |
| Navegantes   | 0x3 | 0x3 | 1x2 | 0x4 | 1x2 | 0x3 | 2x1 | —   | 0x3 | 0x0 |
| Próspera     | 3x1 | 1x3 | 3x2 | 0x6 | 0x1 | 1x2 | 1x4 | 2x0 | —   | 1x2 |
| Videira      | 3x2 | 4x3 | 1x2 | 0x0 | 4x2 | 1x1 | 1x0 | 5x2 | 1x1 | —   |

- Jogos do Turno
- Jogos do Returno

## Classificação Geral
| 1 | CFZ Imbituba | 37 | 18 | 11 | 4 | 3  | 40 | 12 | +28 | 68,52 |
| 2 | Juventus     | 34 | 18 | 10 | 4 | 4  | 32 | 18 | +14 | 62,96 |
| 3 | Porto        | 31 | 18 | 9  | 4 | 5  | 27 | 24 | +3  | 57,41 |
| 4 | Concórdia    | 28 | 18 | 9  | 1 | 8  | 30 | 23 | 7   | 51,85 |
| 5 | Hercílio Luz | 28 | 18 | 8  | 4 | 6  | 29 | 24 | +5  | 51,85 |
| 6 | Camboriú     | 25 | 18 | 7  | 4 | 7  | 29 | 28 | +1  | 46,30 |
| 7 | Joaçaba      | 24 | 18 | 7  | 3 | 8  | 29 | 22 | +7  | 44,44 |
| 8 | Videira      | 22 | 18 | 6  | 4 | 8  | 23 | 24 | -1  | 40,74 |
| 9 | Próspera     | 19 | 18 | 6  | 1 | 11 | 21 | 42 | -21 | 35,19 |
| 10 | Navegantes   | 7  | 18 | 2  | 1 | 15 | 11 | 54 | -43 | 12,96 |
| PG - pontos ganhos; J - jogos; V - vitórias; E - empates; D - derrotas; GP - gols pró; GC - gols contra; SG - saldo de gols; AP - aproveitamento em porcentagem |              |    |    |    |   |    |    |    |     |       |

|  |                                                                |
|  | Classificação ao quadrangular por ser campeão de um dos Turnos |
|  | Classificação ao quadrangular índice Técnico.                  |
|  | Rebaixamento à Divisão de Acesso.                              |

## Quadrangular

### Turno
| 1 | CFZ Imbituba | 7 | 3 | 2 | 1 | 0 | 5 | 2 | 3  | 77,77 |
| 2 | Hercílio Luz | 4 | 3 | 1 | 1 | 1 | 2 | 3 | -1 | 44,44 |
| 3 | Porto        | 3 | 3 | 0 | 3 | 0 | 1 | 1 | 0  | 33,33 |
| 4 | Juventus     | 1 | 3 | 0 | 1 | 2 | 0 | 2 | -2 | 11,11 |
| PG - pontos ganhos; J - jogos; V - vitórias; E - empates; D - derrotas; GP - gols pró; GC - gols contra; SG - saldo de gols; AP - aproveitamento em porcentagem |              |   |   |   |   |   |   |   |    |       |

|  | |
|  | Classificação à final, à Divisão Principal do Campeonato Catarinense de 2010 e para a Copa Santa Catarina de 2010. |

### Returno
| 1 | Juventus     | 7 | 3 | 2 | 1 | 0 | 5 | 2 | 3  | 77,77 |
| 2 | CFZ Imbituba | 5 | 3 | 1 | 2 | 0 | 3 | 1 | 2  | 55,55 |
| 3 | Porto        | 2 | 3 | 0 | 2 | 1 | 2 | 4 | -2 | 22,22 |
| 4 | Hercílio Luz | 1 | 3 | 0 | 1 | 2 | 1 | 4 | -3 | 11,11 |
| PG - pontos ganhos; J - jogos; V - vitórias; E - empates; D - derrotas; GP - gols pró; GC - gols contra; SG - saldo de gols; AP - aproveitamento em porcentagem |              |   |   |   |   |   |   |   |    |       |

|  | |
|  | Classificação à final, à Divisão Principal do Campeonato Catarinense de 2010 e para a Copa Santa Catarina de 2010. |

### Confrontos do quadrangular
|              | HER | CFZ | POR | JUV |
| ------------ | --- | --- | --- | --- |
| Hercílio Luz | —   | 1x3 | 0x0 | 0x1 |
| CFZ Imbituba | 2x0 | —   | 1x1 | 1x0 |
| Porto        | 1x1 | 0x0 | —   | 0x0 |
| Juventus     | 0x1 | 1x1 | 3x1 | —   |

- Jogos do Turno
- Jogos do Returno

## Final
O CFZ Imbituba teve a última partida disputada em seus domínios, por ter tido melhor desempenho em todo o campeonato.
| 1º | CFZ Imbituba | 6 | 2 | 2 | 0 | 0 | 7 | 0 | 7  |
| 2º | Juventus     | 0 | 2 | 0 | 0 | 1 | 0 | 7 | -7 |
| PG - pontos ganhos; J - jogos; V - vitórias; E - empates; D - derrotas; GP - gols pró; GC - gols contra; SG - saldo de gols; |              |   |   |   |   |   |   |   |    |

|  |                                                               |
|  | Campeão da Divisão Especial do Campeonato Catarinense de 2009 |

| Campeão      | Vice-Campeão | Jogo 1 | Jogo 2 | Prorrogação |
| ------------ | ------------ | ------ | ------ | ----------- |
| CFZ Imbituba | Juventus     | 2x0    | 5x0    | -           |

## Campeão Geral
| Campeonato Catarinense de 2009 - Divisão Especial |
| ------------------------------------------------- |
| CFZ Imbituba 1º Título                            |

## Artilharia
Atualizado em 23 de novembro às 10:45 UTC-3
| Gols | Jogador      | Time         |
| ---- | ------------ | ------------ |
| 19   | Alan         | CFZ Imbituba |
| 12   | Edson Bugrão | Hercílio Luz |
| 12   | Lourival     | Juventus     |
| 10   | Renato       | Hercílio Luz |
| 9    | Guilber      | Concórdia    |
| 9    | Lucas Campos | Próspera     |